# Florentino y El Diablo
Florentino y El Diablo es un emblemático poema del escritor y político venezolano Alberto Arvelo Torrealba. La obra es considerada como folclor del pueblo venezolano y ha sido adaptada al cine, teatro, música y televisión. Fue escrito en 1940, y tuvo diferentes versiones populares, corregidas y ampliadas en 1950 y 1957 por el propio autor.
La leyenda de Florentino y El Diablo es un referente categórico del torrente mítico que riega el extenso escenario común de nuestros imaginarios, y es una muestra de que tenemos indelebles vínculos de hermandad en la cultura. Las interpretaciones populares que referencian el embrujo mágico por los versos octosílabos de Torrealba y que la convierten, sin lugar a dudas, en la composición poética más difundida, "popularizada" y enaltecida del folclor del inmenso llano venezolano.

## Contenido de la leyenda
La leyenda de Florentino y el diablo es considerada como uno de los sublimes monumentos líricos del pueblo venezolano. Florentino y El Diablo es una historia que narra la eterna lucha entre el bien y el mal, entre la vida y la muerte, con un mensaje intenso que expresa, utilizando íconos del llano venezolano, la capacidad de resistencia del hombre y la mujer humildes de este país y de la cultura llanera por encima de los embates y atropellos de poderosos intereses. La trama que da vida a los personajes de Alberto Arvelo Torrealba se desarrolla en Santa Inés, del estado Barinas, en esta zona, Florentino fue retado por Satanás a un duelo de versos, y logró vencerlo en el contrapunteo nombrándole en el último verso a las Tres Divinas Personas, y con ello mandándolo de regreso a su infierno.

### Personajes
Consta de cuatro personajes

#### Florentino
Florentino es un hombre de los que no conoce el miedo y sienten gran placer al enfrentarse al peligro, fiel conocedor de los atajos y vericuetos del llano, inigualable en cada faena, buen jinete, domador y coleador de amplio llano, amigo de las parrandas. En una fiesta llanera, para repicar un zapateo, no era renco ni medroso y en el contrapunteo ni el mismo Satanás pudo compararsele. Considerado como el mejor jinete y coplero perteneciente a los Llanos de Venezuela, Florentino es un hombre valiente, digno representante del arquetipo del lancero surgido de las guerras independentistas. Esta fama, bien ganada, es gracias a las actuaciones del ejército del General José Antonio Páez.
Florentino asistió a un joropo en el pueblo, sin embargo, observó que un extraño vestido completamente de negro le seguía para ir a la fiesta. Florentino preparado comienza el canto en el joropo mientras que el extraño de negro que lo desafió a contrapuntear. Aceptando Florentino comienza a cruzar coplas y cae en cuenta que su oponente es El Diablo y, de perder el contrapunteo, también perdería el alma. Como buen improvisador y lleno de fe, Florentino no se equivocó en ninguna rima manteniendo al diablo cantando por toda la noche. Luego de salir el sol el diablo desapareció derrotado. Es el que toca el cuatro, pequeña guitarra usada para tocar joropo, durante el contrapunteo.

#### El Diablo
El Diablo descrito como un indígena, vestido completamente de negro con un sombrero negro conocido como pelo´e guama,y con un puñal en la cintura de jeme y medio, retando a Florentino a un contrapunteo, que buscaba ganarle Florentino para llevarse su alma, perdiendo su batalla de canto al final. Es quien toca las maracas durante el duelo.

#### El Cuñao' Venancio
El cuñado Venancio es el narrador omnisciente del relato, dándole ese nombre por su versión musical al narrador, que da la introducción como un llanero al que se le pide que cuente la historia.

#### Los Llaneros de Santa Inés
Son pueblerinos del lugar, adonde llegan Florentino y El Diablo. Son también quienes ponen la música de fondo continuo (con el arpa, cuatro y maracas)

### Poema
El poema consta de 2 capítulos, El Reto y La Porfía; esta épica está escrita en versos, en octosílabos, con gran ritmo y utilizando la décima.

#### El Reto
Es el comienzo de la historia, el cual relata que y quien es Florentino. Narra el camino árido hacia Santa Inés, estado Barinas, Venezuela, y el primer encuentro de paso con el Diablo, describiéndolo como un extraño que pasa a Florentino retándolo a un contrapunteo, un típico duelo de canto en el joropo. Terminando el capítulo con Florentino diciendo que aceptaría el duelo al que se atreviera a retarlo:

"El coplero Florentino

por el ancho terraplén

caminos del Desamparo

desanda a golpe de seis.

Puntero en la soledad

que enlutan llamas de ayer,

macolla de tierra errante.

le nace bajo el corcel.

Ojo ciego el lagunazo

sin garza, junco ni grey,

dura cuenca enterronada

donde el casco da traspié.

Los escuálidos espinos

desnudan su amarillez,

las chicharras atolondran

el cenizo anochecer.

Parece que para el mundo

la palma sin un vaivén."

[...]

#### La Porfía
Esta narra la segunda etapa y el contrapunteo; Florentino llega a Santa Inés, mientras comienza un fuerte vendaval, a una pequeña fiesta techada, donde llega al rato el Diablo, cruza la sala y reta a Florentino. Florentino acepta y comienzan el contrapunteo donde duran toda la noche cantando, canta a las respuesta del retador y entre cada una se da cuenta de que es contra el Diablo con el cual se está midiendo y que se llevaría su alma si este perdiese, el Diablo siente que toma ventaja del ya cansado Florentino, hasta que Florentino ve que está amaneciendo y le reza a distintas vírgenes, a San Miguel y otros entes santos.

Noche de fiero chubasco

por la enlutada llanura,

y de encendidas chipolas

que el rancho del peón alumbran.

Adentro suena el capacho,

afuera bate la lluvia;

vena en corazón de cedro

el bordón mana ternura;

no lejos asoma el río

pecho de sabana sucia;

más allá coros errantes,

ventarrón de negra furia,

y mientras teje el joropo

bandoleras amarguras

el rayo a la palma sola

le tira señeras puntas.

[...]

### Vocabulario
El vocabulario usado en la obra por parte de Alberto Arvelo Torrealba es un vocabulario culto y conocedor de los llanos venezolanos, dando una visión de la cultura de los llanos, usando el poema como medio oral y la música para infundirlo en las masas. Siendo un lenguaje culto sobre los llanos se da a entender como un lenguaje de jerga, esto facilita/ó el trabajo a los recreadores de la leyenda, los cuales deben tener cierta flexibilidad en el lenguaje por algunas palabras y la velocidad usadas en el poema, que son palabras originadas por los indios, españoles y personas autóctonas de la región.

## Música y versiones
Con más de 35 versiones populares y otras muchas corregidas y ampliadas por el propio escritor durante más de 25 años, entre las que podemos citar las de 1940, 1950 y 1957. Destacando que se escogieron dos cantantes de joropo y contrapunteo para hacer a los personajes, en lo que hicieron dos grupos: el primero, El Elenco Original, y el segundo, su relevo. Mientras hay muchas versiones no oficiales de la obra, y varias recreaciones, honoríficas o por recopilación de leyendas hechas por músicos internacionales. Entre ellos se destaca la versión del duo uruguayo Los Olimareños.

### Cantata Criolla
La Cantata criolla (Florentino el que cantó con El Diablo) es una obra musical para orquesta y solistas, escrita por el compositor Antonio Estévez y estrenada en 1954, basada en la letra del poema Florentino y El Diablo.

### Elenco original de laLeyenda de Florentino y el Diablo
José Romero Bello y Juan de los Santos Contreras (El Carrao de Palmarito) fueron los encargados de darle vida al "catire" Florentino y al Diablo, respectivamente en la versión original de la obra, grabada en el año 1965, por el sello Velvet.

### Elenco oficial de relevo de laLeyenda de Florentino y el Diablo
Para darle continuidad a las presentaciones en vivo de la leyenda de Florentino y el Diablo, en la década de los 80 otros artistas reconocidos de la canta criolla asumieron la responsabilidad de encarnar a los personajes que en otrora inmortalizaran Romero Bello y "El Carrao de Palmarito". Elenco oficial de relevo de la leyenda de Florentino y el Diablo quedó conformado por Luís Porte como el "catire" Florentino, Braulio Palma como el Diablo, y Santiago D' Montesacro como el cuñao Venancio.
A mediados del 2000 se grabó una película con los actores. Pastor González como "florentino" y José Torres como "el diablo" la voz de florentino: Carlos Alvarado músicos: Eudez Álvarez, Anselmo López, Víctor Brizuela

### Cultura popular
A raíz de la popularidad de la obra, esta se ha convertido en una de las leyendas favoritas de los venezolanos. Para algunos investigadores e historiadores, no es casual que Alberto Arvelo Torrealba haya decidido dar vida a estos personajes en Santa Inés, escenario clave en la historia de Venezuela ya que es el mismo lugar donde el general Ezequiel Zamora ganó la batalla contra el ejército centralista que defendía a la oligarquía venezolana. Santa Inés, lugar donde «El Catire», Florentino, retó a Satanás y salió airoso.
La leyenda de "Florentino y el Diablo" también fue revivida por Rómulo Gallegos en su novela Cantaclaro. «Florentino, el catire quitapesares, era el mejor de los copleros. Infaltable en todos los joropos y fiestas del Llano, nadie podía derrotarlo en sus contrapunteos. El propio Diablo, envidioso de los triunfos de Florentino, decidió retarlo a un duelo de coplas», escribió Gallegos.
La canción del rapero Canserbero "Es Épico" cita la leyenda de Florentino y el Diablo, en donde el rapero reta a Satanás a una batalla de freestyle con el fin de obtener la victoria y regresar al mundo de los vivos, de lo contrario deberá quedarse en el infierno para cumplir su castigo por vengativo y asesino, tal y como se explica en el tema. A esto también se le suma que Satanás tomará la vida del padre de Canserbero como homenaje.

## Representaciones filmográficas de la obra
Existen varios cortos y largometrajes de la obra [cita requerida]. La mayoría de ellas son de producción venezolana, pero también hay una cantidad de interpretaciones internacionales.

### Videos
- Florentino y el diablo.

- Datos: Q5664034